# Ian Hugo
Pour les articles homonymes, voir Hugo.
Hugh Parker Guiler dit Ian Hugo (1898-1985) est un banquier, graveur et cinéaste indépendant américain, qui fut le mari d'Anaïs Nin.

## Biographie
Fils de l'ingénieur Hugh Cheyne Guiler et de Meta Parker, Hugh est né à Boston et a un frère et deux sœurs. Il passe son enfance à Puerto Rico où son père installe des raffineries sucrières, et une partie de sa jeunesse en Écosse, puis devient étudiant à l'université Columbia, se spécialisant en économie et littérature.
En 1922, il rencontre Anaïs Nin : Hugh est alors employé à la National City Bank basée à New York. Ils décident de se marier en mars 1923, puis l'année suivante, s'installent à Paris. Tandis que Hugh demeure banquier, non sans succès, Anaïs commence à rédiger son journal intime. Le couple fréquente la communauté américaine vivant dans la capitale française. Au début des années 1930, Anaïs rencontre Henry Miller et June Miller. D'après Anaïs, Hugh toléra pendant longtemps ses aventures extra-conjugales et il aida même Miller à s'installer villa Seurat et à financer en partie des projets éditoriaux. Le couple loue une maison à Louveciennes qui devient durant les années 1930 un véritable salon où se croisent artistes et écrivains.
Fin 1939, le couple repart vivre à New York. Auparavant, Hugh décide d'apprendre l'art de la gravure sous la direction de Stanley William Hayter ; les deux hommes se rencontrent à Paris, où Hayter a ouvert l'Atelier 17. Réfugié à Londres, puis à New York du fait de la guerre, Hayter y relance son atelier, fréquenté entre autres par Roland Penrose, rejoint ensuite par de nombreux artistes proches du groupe surréaliste en exil. Les premières compositions gravées sont signées « Ian Hugo », et s'inspirent largement de l'univers surréaliste. Elles servent à illustrer, entre autres, les ouvrages d'Anaïs Nin, comme Winter of Artifice (Paris, 1939, republié à New York en 1942). Parmi les exilés, Ian Hugo rencontre le cinéaste tchèque Alexander Hammid qui l'initie à la production de films expérimentaux. Ian Hugo commence à réaliser ses propres films à la toute fin des années 1940.
Trois courts métrages sont alors réalisés entre 1950 et 1953, accompagnés de textes d'Anaïs Nin lus par cette dernière, et montrant une succession de plans en couleurs mélangeant des images documentaires et des plans non-figuratifs, formant un collage par surimpressions que l'auteur décrit comme étant « une transformation en rêve ». La bande son très travaillée est considérée comme avant-gardiste : Ian Hugo fréquente alors dans Greenwich Village une communauté d'artistes et d'intellectuels, développant une vision radicalement nouvelle, entre action painting, expressionnisme abstrait, et musique électronique. Non loin de leur maison vivent Bebe et Louis Barron qui ont créé un studio de création sonore, faisant appel à de la bande magnétique, des magnétophones et des composants électroniques. Avec Bells of Atlantis (1952), Ian Hugo et les époux Barron signent sans doute l'une des premières bandes originales de films purement électronique. Par ailleurs, il est en contact avec l'avant-garde littéraire de la Côte Ouest et collabore dès 1944 à la revue Circle (Berkeley), dirigée par George Leite et Bern Porter. Les films de Hugo auront un impact sur Stan Brakhage.
Retraité de la banque et assuré de revenus conséquents, qui lui permettent de rester indépendant durant sa carrière artistique et dont bénéficient Anaïs Nin — entre autres pour l'impression de ses premiers textes sur leurs propres presses, appelées « Gemor » — et leurs nombreux amis, Ian Hugo passe les vingt dernières années de sa vie à rédiger ses mémoires et à réaliser onze films. En 1966, les premiers volumes du Journal d'Anaïs Nin commencent à paraître ; Ian Hugo en prend ombrage en découvrant que sa femme a épousé dans le plus grand secret, en 1955, un autre homme, l'acteur Rupert Pole (1919-2006), et est, de jure, sous le régime juridique américain, bigame. Elle doit alors faire annuler ce second mariage, et ses relations avec Ian Hugo se distendent : toutefois, ils resteront mariés jusqu'à la mort d'Anaïs, en 1977. Rupert Pole est nommé exécuteur testamentaire de Nin. En 1985, Ian Hugo meurt et son corps est incinéré ; Pole s'occupera lui-même de disperser le contenu de l'urne à l'endroit même où celui d'Anaïs Nin l'avait été, dans une baie à Santa Monica.

## Œuvre

### Illustration d'ouvrages
- Anaïs Nin, Winter of Artifice, avec 6 gravures, Paris, Obelisk Press, 1939.
- C. L. Baldwin, Quinquivara. Poems, avec 6 gravures, New York, Gemor Press, 1944.
- Anaïs Nin : 
  - Under a Glass Bell[11], avec 9 gravures, New York, Gemor Press, 1944.
  - This Hunger, avec 5 bois gravés, New York, Gemor Press, 1945.
  - Ladders to Fire, gravures, New York, E. P. Dutton, 1946.
  - A Child Born out of the Fog, gravures, Gemor Press, 1947.
  - House of Incest, gravures, Gemor Press, 1947.
  - Winter of Artifice: Three Novelettes, gravures, Chicago, Swallow Press, 1948.
  - Cities of The Interior, gravures, Denver, Allan Swallow Press, 1959.

### Filmographie
- Ai-Ye (1950)[12]
- Bells of Atlantis (1952)
- Jazz of Lights (1954) avec Moondog[13]
- Melodic Inversion (1958)
- The Gondola Eye (1964)
- Through the Magiscope (1969)
- Apertura (1970)
- Aphrodisiac I (1971)
- Aphrodisiac II (1972)
- Ian Hugo: Engraver and Filmmaker (1972)
- Levitation (1972), musique de David Horowitz
- Transmigration (1973)
- Transcending (1974)
- Luminiscence (1977) avec Arnold S. Eagle
- Reborn (1979)

## Représentation
Le personnage de Ian Hugo/Hugo Guiler apparaît dans le film Henry et June de Philip Kaufman, interprété par Richard E. Grant. 